# Liste der Bodendenkmäler in Hettenshausen
Auf dieser Seite sind die Bodendenkmäler in der oberbayerischen Gemeinde Hettenshausen zusammengestellt. Diese Tabelle ist eine Teilliste der Liste der Bodendenkmäler in Bayern. Grundlage ist die Bayerische Denkmalliste, die auf Basis des Bayerischen Denkmalschutzgesetzes vom 1. Oktober 1973 erstmals erstellt wurde und seither durch das Bayerische Landesamt für Denkmalpflege geführt wird. Die folgenden Angaben ersetzen nicht die rechtsverbindliche Auskunft der Denkmalschutzbehörde.

## Bodendenkmäler in Hettenshausen
| Lage                     | Objekt | Akten-Nr.     | Bild           |
| ------------------------ | --- | ------------- | -------------- |
| (Standort)               | Siedlung vor- und frühgeschichtlicher Zeitstellung.                                                                               | D-1-7435-0012 |                |
| Hittostraße 2 (Standort) | Mittelalterliche und frühneuzeitliche Befunde im Bereich der katholischen Kuratiekirche St. Johannes der Täufer in Hettenshausen. | D-1-7435-0017 | weitere Bilder |
| (Standort)               | Siedlung vor- und frühgeschichtlicher Zeitstellung.                                                                               | D-1-7435-0018 |                |
| (Standort)               | Burgstall des Mittelalters. | D-1-7535-0074 |                |
| (Standort)               | Abschnittsbefestigung des Mittelalters.                                                                                           | D-1-7535-0079 |                |